# Maxomys surifer
Maxomys surifer é uma espécie de roedor da família Muridae.
Pode ser encontrada nos seguintes países: Camboja, Indonésia, Laos, Malásia, Myanmar, Tailândia e Vietname.